# Miloš Zeman

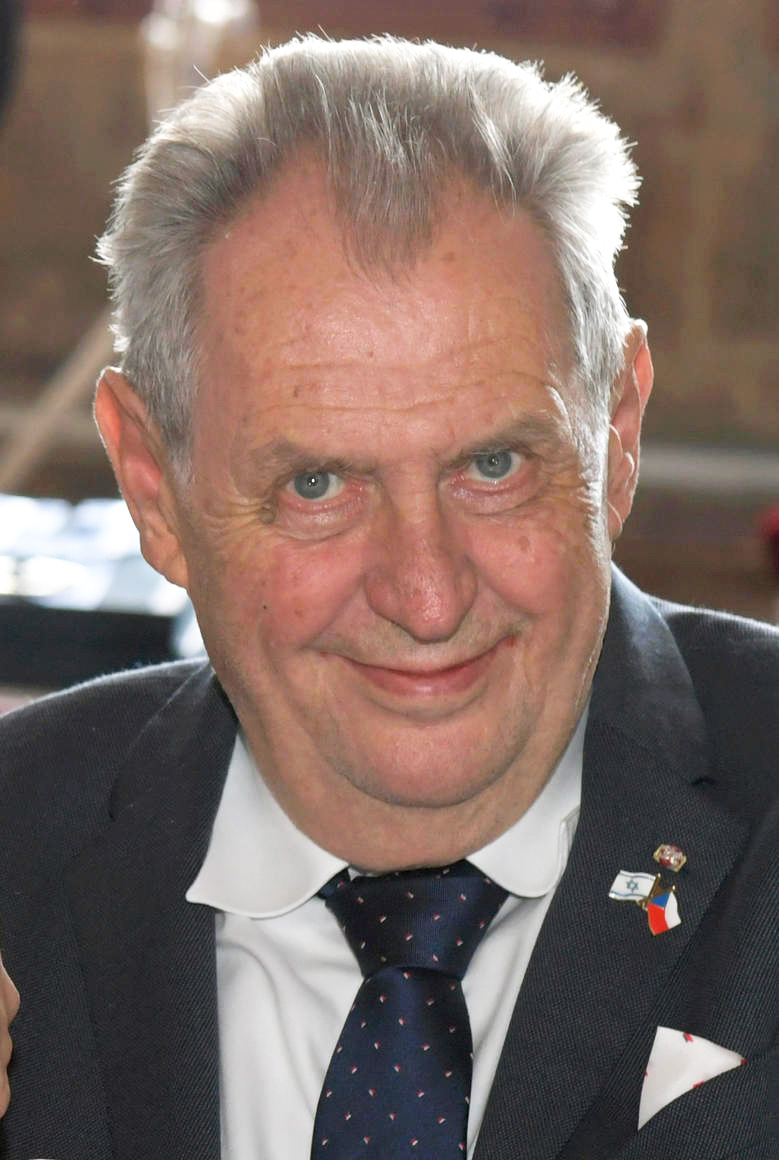
Miloš Zeman (2022)

Miloš Zeman (anhörenⓘ; * 28. September 1944 in Kolín) ist ein tschechischer Politiker. Er war von 1998 bis 2002 Ministerpräsident und vom 8. März 2013 bis zum 8. März 2023 der dritte Staatspräsident der Tschechischen Republik. Aufgrund der gesetzlichen Änderung des Wahlverfahrens im Jahr 2012 wurde er als erstes tschechisches Staatsoberhaupt direkt vom Volk gewählt.
Zeman war von 1993 bis 2001 Parteivorsitzender der sozialdemokratischen ČSSD. Nach seinem Austritt 2007 gründete er die Partei SPOZ.

## Herkunft
Miloš Zeman wurde am 28. September 1944 als Sohn des Postbeamten Josef Zeman (1903–1957) und seiner Ehefrau Marie geb.Skokanová (1917–1997), einer Lehrerin, in Kolín geboren. Seine Eltern ließen sich scheiden, als er erst zwei Jahre alt war, und so wuchs er bei seiner Mutter und seiner Großmutter mütterlicherseits, Marie Skokanová (1879–1959), auf.

## Werdegang

### Vor der Samtenen Revolution
Nach dem Abschluss des Wirtschaftsgymnasiums wurde er aus politischen Gründen zunächst nicht zum Studium zugelassen und begann erst vier Jahre später ein Fernstudium an der Wirtschaftsuniversität Prag, das er im Jahr 1969 abschloss. Im Zuge des Prager Frühlings war er kurzzeitig Mitglied der KSČ, wurde aber bereits zwei Jahre später wieder ausgeschlossen, weil er Kritik am Regime geäußert hatte. Aus demselben Grund hatte er in den folgenden Jahren Schwierigkeiten, eine Arbeit zu finden. Ab 1970 arbeitete er für die Sportorganisation Sportpropag, für die er ein Prognosezentrum einrichtete. Nachdem jedoch hieraus systemkritische Verlautbarungen bekanntgeworden waren, wurde es 1984 geschlossen. Danach arbeitete Zeman in der landwirtschaftlichen Organisation Agrodat. Ein wissenschaftlicher Beitrag für die Zeitschrift Technickém magazínu (Technisches Magazin), in dem er mit wissenschaftlichen Argumenten Kritik am Regime übte, führte auch hier, kurz vor der politischen Wende 1989, zu seiner Entlassung.

### Eintritt und Aufstieg in der ČSSD
Ende 1989 engagierte sich Zeman während der Samtenen Revolution im Bürgerforum, 1990 wurde er für das Bürgerforum ins tschechoslowakische Parlament gewählt und übernahm den Vorsitz des Haushaltsausschusses.
1992 trat er in die sozialdemokratische Partei (ČSSD) ein und wurde für diese wiederum ins tschechoslowakische Parlament gewählt, das zum 31. Dezember 1992 mit der Auflösung der Tschechoslowakei seine Tätigkeit einstellte. Ab 1993 war er Vorsitzender der tschechischen Sozialdemokraten, wobei er sich in der Wahl gegen den späteren Vorsitzenden Jiří Paroubek durchsetzte. Bei den Wahlen 1996 wurde er ins tschechische Abgeordnetenhaus gewählt und wurde als Ergebnis einer Unterstützungsübereinkunft mit dem amtierenden Ministerpräsidenten Václav Klaus, dem zum Weiterregieren seiner Regierung eine Stimme fehlte, sogleich Parlamentspräsident.

### Ministerpräsident
Nach dem Wahlsieg der Sozialdemokraten bei den vorgezogenen Abgeordnetenhauswahlen im Juni 1998 wurde er mit der Regierungsbildung beauftragt und war dann vom 17. Juli 1998 bis zum 12. Juli 2002 tschechischer Ministerpräsident. Dabei wandte er eine spezielle Form der politischen Zusammenarbeit an: Seine Minderheitsregierung wurde im Parlament von der ODS unterstützt, diese Unterstützung wurde mit einem Oppositionsvertrag abgesichert. 2001 gab er den Parteivorsitz an Vladimír Špidla ab.
Bei den Wahlen von 2002 kandidierte er nicht mehr (sein Nachfolger wurde ebenfalls Vladimír Špidla) und verkündete seinen Ausstieg aus der Politik.

### Präsidentschaftskandidatur 2003
Dennoch ließ er sich im Februar 2003 in der zweiten Runde der damals von den Parlamentskammern Abgeordnetenhaus und Senat durchgeführten Präsidentschaftswahlen als Präsidentschaftskandidat aufstellen, konnte aber nicht einmal alle Stimmen seiner eigenen Partei auf sich vereinigen. Dies führte dazu, dass Zeman sich verraten fühlte und mit vielen seiner früheren politischen Freunde brach, unter anderem auch Vladimír Špidla. Es siegte am Ende überraschend Václav Klaus.

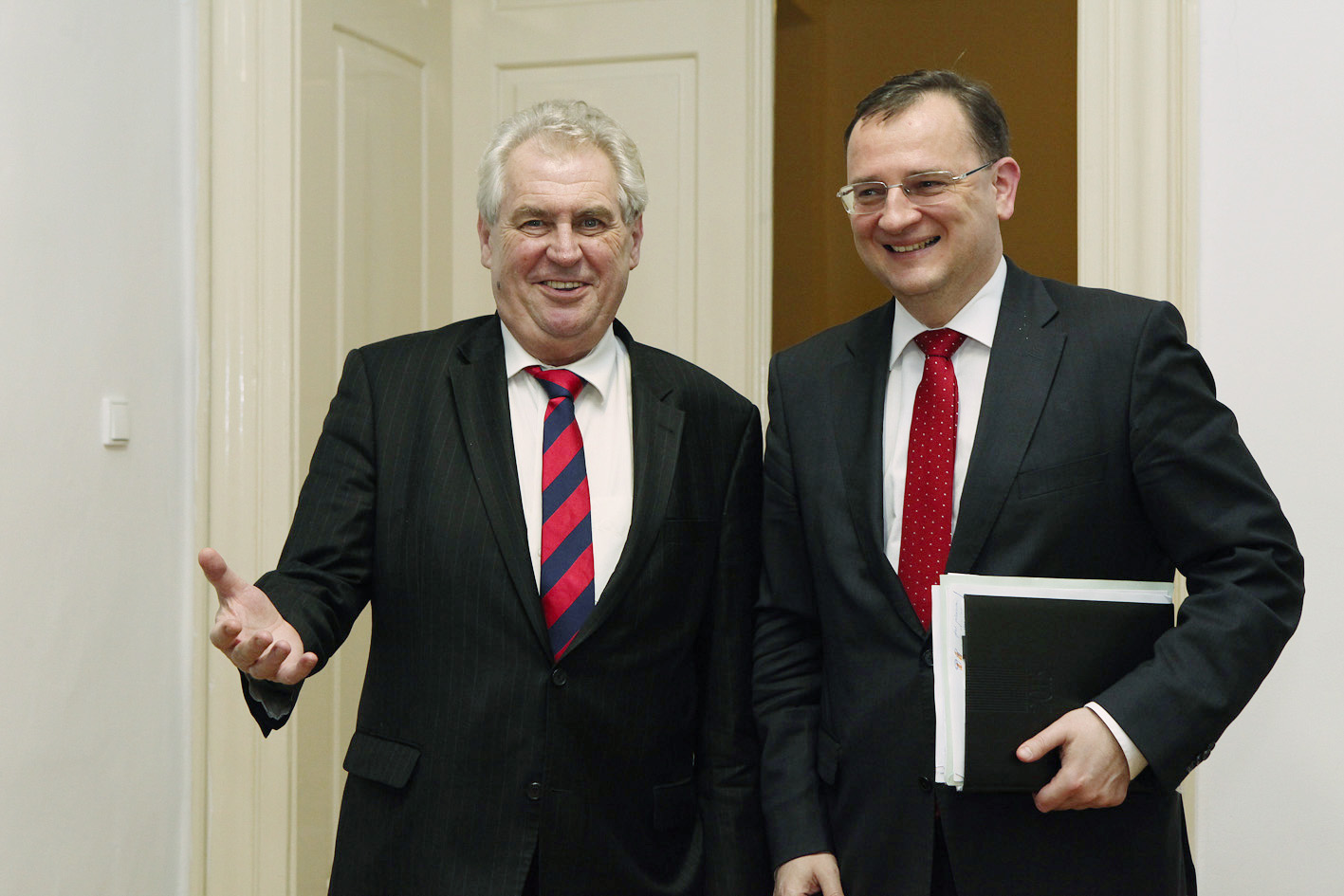
Zeman mit dem ehemaligen Ministerpräsidenten Petr Nečas (2013)

Im März 2007 verließ Zeman nach einem Streit mit dem amtierenden Parteivorsitzenden Jiří Paroubek die ČSSD.
Im Dezember 2009 rief Zeman die Partei der Bürgerrechte (Strana Práv Občanů, SPOZ) ins Leben und trat bei der Parlamentswahl 2010 als Spitzenkandidat auf. Mit 4,3 Prozent verfehlte die Partei den Einzug ins Parlament zwar knapp, kostete aber insbesondere die Sozialdemokraten Wählerstimmen. Nach dieser Niederlage kündigte Zeman erneut seinen Rückzug ins Private an.

### Präsidentschaft
Miloš Zeman trat trotz seiner Rückzugsankündigung als Kandidat seiner Partei bei der Präsidentschaftswahl in Tschechien 2013 an, die erstmals als Direktwahl durchgeführt wurde. Im ersten Wahlgang erhielt Zeman eine knappe relative Mehrheit der Stimmen und gewann dann in der Stichwahl gegen den damaligen Außenminister Karel Schwarzenberg. Seine Vereidigung als Präsident vor den beiden Kammern des Parlaments fand am 8. März 2013 statt.
Im ersten Wahlgang der Präsidentschaftswahlen 2018 erhielt er mit 38,56 % nicht die absolute Mehrheit. In der Stichwahl gewann er am 27. Januar 2018 mit 51,36 % der gültigen Stimmen gegen den parteilosen Jiří Drahoš.
Nachdem er bereits mehrfache Krankenhausaufenthalte hinter sich hatte, wurde Zeman kurz nach der Abgeordnetenhauswahl im Oktober 2021 erneut in das Militärkrankenhaus Ústřední vojenská nemocnice eingeliefert und war dort bis Anfang November auf der Intensivstation. Nachdem er Mitte Oktober 2021 aufgrund von den behandelnden Ärzten des als nicht arbeitsfähig mit ungewisser Aussicht bezeichnet wurde, leitete der Senat erste Schritte zu einer Feststellung seiner Amtsunfähigkeit ein. Zemans Zustand verbesserte sich jedoch und er konnte am 17. Dezember die neue Regierung Petr Fiala angeloben.
Trotz seiner fortschreitenden gesundheitlichen Probleme blieb Zeman bis zum Ende seines Mandats im Amt. Am 8. März 2023 nahm er an der Amtseinführung seines Nachfolgers Petr Pavel teil. Danach zog er in sein neues Haus in Lány westlich von Prag, richtete jedoch wenig später auch ein Büro in Prag ein, um dort Besucher zu empfangen und Interviews zu geben.

## Akzeptanz in der Bevölkerung

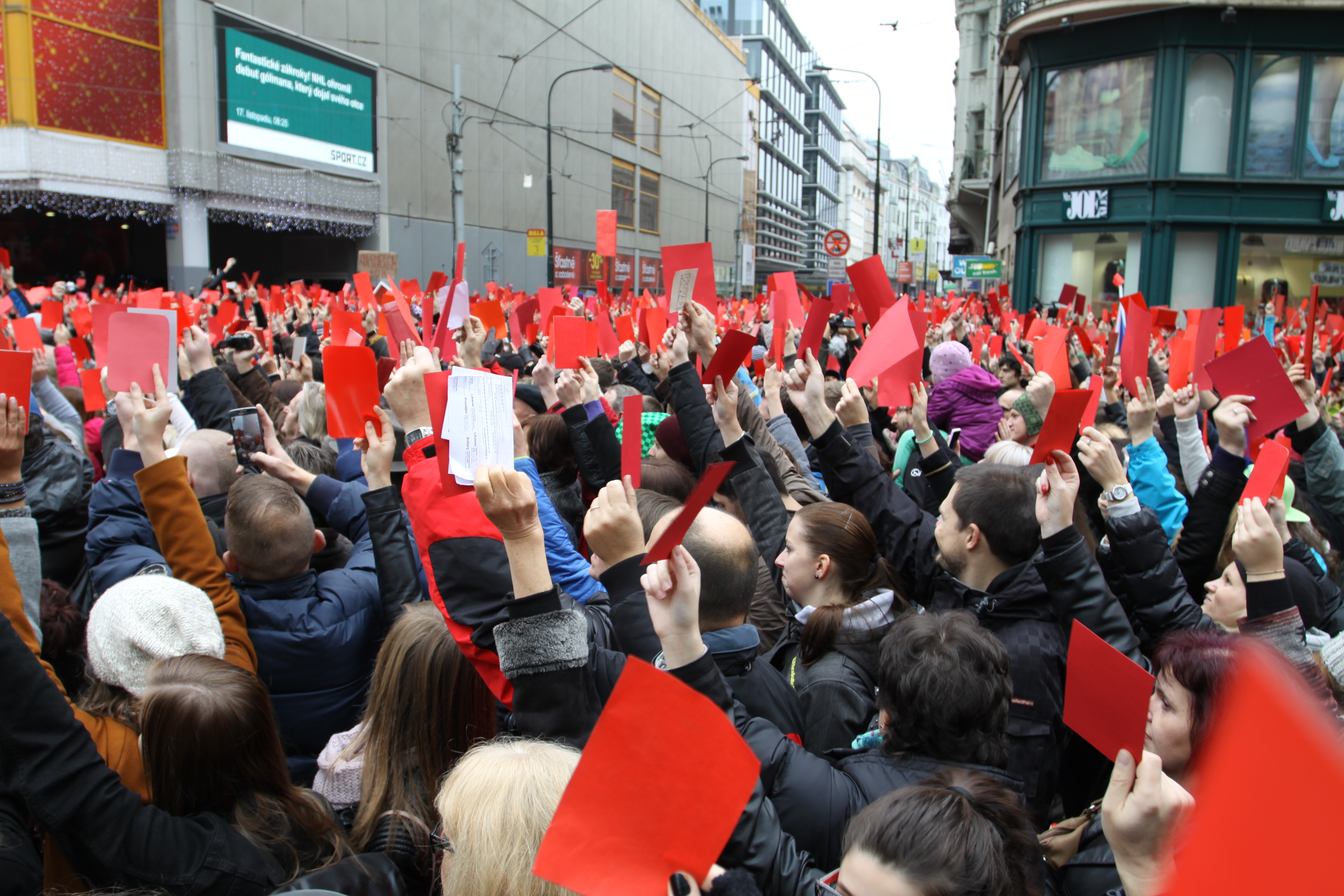
Demonstranten zeigen Miloš Zeman während einer Demonstration in Prag am 17. November 2014 die „rote Karte“

Zeman ist für seine polarisierenden politischen Standpunkte bekannt, die er immer wieder in scharfen, teils polemischen Äußerungen vertritt. Seine oftmals drastische und undifferenzierte Wortwahl hat ihm zuweilen die Bezeichnung „Pöbel-Präsident“ eingebracht. So äußerte er z. B. in einem Interview 2014 über ihm gegenüber kritisch eingestellte Journalisten: „Die meisten Kommentatoren kommen aus dem Mülleimer und gehören deshalb in die Latrine. Dafür habe ich nur Verachtung übrig.“ Nach Einschätzung von Beobachtern hat Zeman durch seine polarisierende und überaus minderheitenkritische Art stark zu einer Spaltung der tschechischen Gesellschaft beigetragen.
Im November 2014 brachen die Beliebtheitswerte des Präsidenten dramatisch ein: Erklärten im Oktober 2014 noch 58 Prozent der repräsentativ Befragten, dem Präsidenten zu vertrauen (im Gegensatz zu 40 Prozent, deren Vertrauen er ausdrücklich nicht hatte), so erklärten im November 2014 nur noch 37 Prozent, dem Präsidenten zu vertrauen, und 60 Prozent drückten ihr Misstrauen aus. Dies waren die schlechtesten Beliebtheitswerte seit Zemans Amtsantritt. Gemäß einer Umfrage Anfang Januar 2016 lag Zemans Beliebtheit wieder bei 59 %. Der Anstieg der Beliebtheit wurde als Reaktion auf Zemans Positionen zur europäischen Flüchtlingskrise gedeutet.
Die nur knappe Wiederwahl Zemans im Jahr 2018 wurde als Anzeichen dafür gelesen, dass die tschechische Gesellschaft mittlerweile in Bezug auf den Präsidenten äußerst polarisiert sei.

## Politische Positionen

### Kernenergie
Zeman zeigte sich immer als entschiedener Befürworter der Kernenergie. Er machte sich stark für den Ausbau des Kernkraftwerks Temelín, das für ihn für die energetische Unabhängigkeit Tschechiens stand.

### Vertreibung der Sudetendeutschen
Gegenüber den Sudetendeutschen nahm Zeman jederzeit eine unerbittliche Haltung ein. So bezeichnete er sie 2002 als „Hitlers Fünfte Kolonne“, woraufhin der damalige deutsche Bundeskanzler Gerhard Schröder einen geplanten Staatsbesuch in Prag absagte. Bei einer anderen Gelegenheit äußerte Zeman polemisch, dass die Tschechoslowakei den Sudetendeutschen mit der Vertreibung einen Gefallen getan habe, weil diese dadurch „heim ins Reich“ gekommen seien, so wie sie es ja selbst gewollt hätten.
Wiederholt vertrat er den Standpunkt, dass die Sudetendeutschen zu 90 Prozent Verräter gewesen seien, weswegen sie – im Vergleich zur Todesstrafe – mit der Vertreibung noch recht milde bedient worden seien. In diesem Zusammenhang stellte er sich auch klar hinter die Beneš-Dekrete, denen er weiterhin Rechtsgültigkeit beimaß; dabei berief er sich auch auf ein aktuelles Urteil des tschechischen Verfassungsgerichts. Im Wahlkampf zur Präsidentschaftswahl 2013 bediente er sich scharfer, nicht immer sachlicher Worte gegenüber seinem deutschstämmigen Mitbewerber Karel Schwarzenberg und nannte ihn abfällig „Sudeťák“ (Tschechisch für „Sudetendeutscher“). Die österreichische Tageszeitung Die Presse schrieb den Wahlsieg Zemans einer „beispiellosen antideutschen Schmutzkampagne“ gegen Schwarzenberg zu.
Während seiner Amtszeit als Präsident hielt Zeman an seiner unnachgiebigen Haltung gegenüber den Sudetendeutschen fest und rechtfertigte weiterhin nachdrücklich deren Vertreibung aus seinem Land. Nachdem die deutsche Bundeskanzlerin Angela Merkel anlässlich des internationalen Flüchtlingstages am 20. Juni 2018 geäußert hatte, trotz der nationalsozialistischen Gewalttaten bleibe die Vertreibung bzw. Tötung der Deutschen aus den Ostgebieten (davon 3 Millionen aus der Tschechoslowakei) bitteres Unrecht und sei weder moralisch noch politisch gerechtfertigt gewesen, ließ Zeman durch seinen Sprecher erklären, er missbillige ihre Aussage „zutiefst“ („hluboce nesouhlasí“).

### Nahostkonflikt

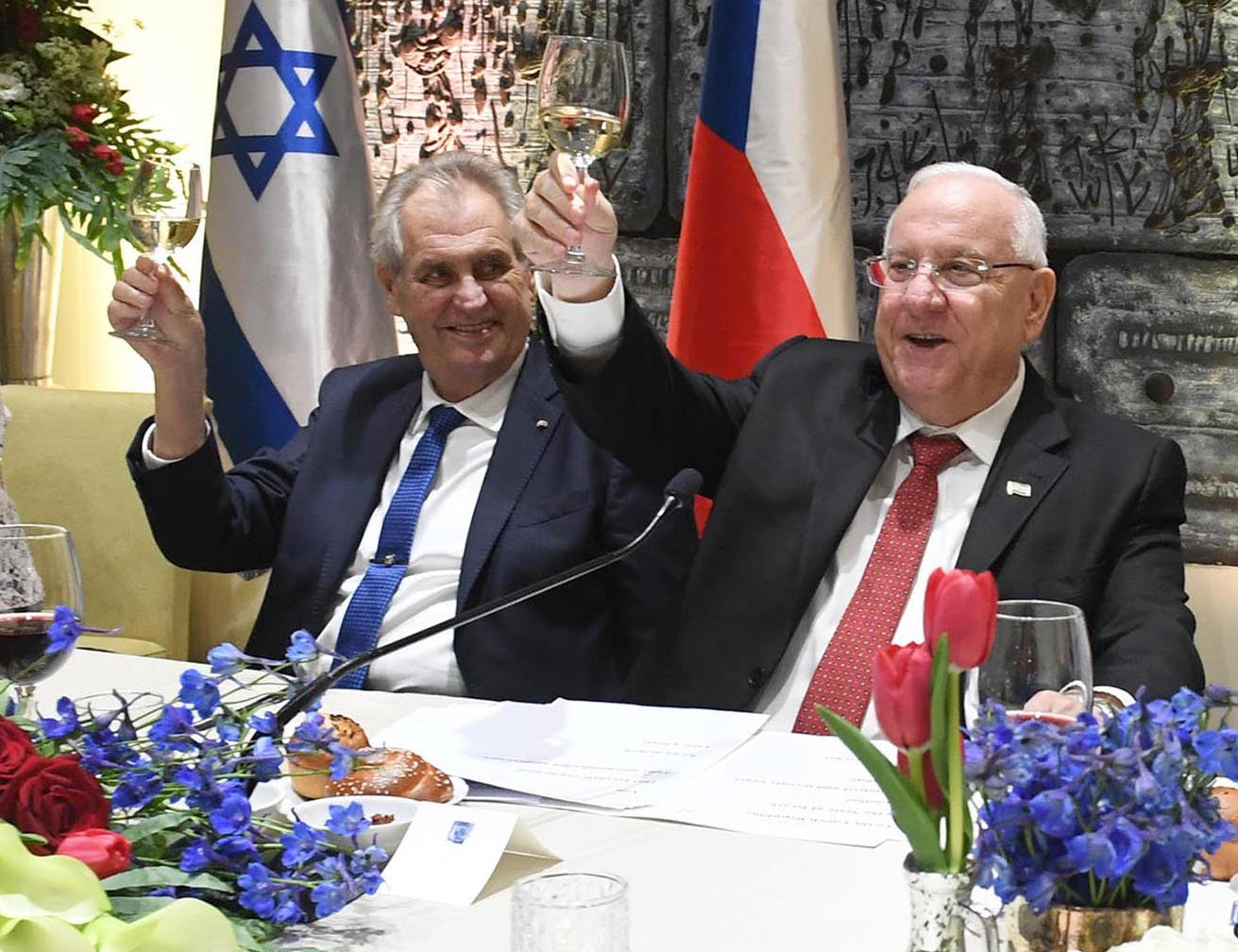
Zeman mit dem israelischen Staatspräsidenten Reuven Rivlin (2018)

Im Nahostkonflikt positionierte sich Zeman eindeutig auf der Seite Israels.
Als Ausdruck der von ihm favorisierten Ein-Staat-Lösung für Israel schlug Zeman im Februar 2002 in einem Interview mit der israelischen Tageszeitung Haaretz vor, dass Israel die Palästinenser aus dem Westjordanland und dem Gaza-Streifen vertreiben solle, so wie die Tschechoslowakei einst die Deutschen aus dem Sudetenland vertrieben habe. Den Palästinenser-Führer Jassir Arafat verglich er in diesem Zusammenhang mit Adolf Hitler, was ihm nicht nur wütende Reaktionen aus der arabischen Welt, sondern auch eine Rüge seitens der Europäischen Union einbrachte. Im Juni 2011 nannte er den Islam einen „Feind“, eine „Antizivilisation, die sich von Nordafrika bis nach Indonesien erstreckt. Zwei Milliarden Menschen leben in ihr, finanziert teils durch Öl-, teils durch Drogengeschäfte“. Muslime, die an den Koran glauben, bezeichnete er pauschal als Antisemiten und stellte sie in eine Reihe mit den Nationalsozialisten.
Unter anderem bei einem Staatsbesuch in Israel 2018 machte er sich erneut für eine Ein-Staat-Lösung stark und schlug dabei radikalere Töne an als der damalige israelische Staatspräsident Reuven Rivlin, der sich ebenfalls grundsätzlich für ein solches Modell einsetzte.
Zeman bezeichnete es 2013 und erneut 2018 als seinen Wunsch, die tschechische Botschaft in Israel von Tel Aviv nach Jerusalem zu verlegen, was jedoch beim tschechischen Außenministerium auf Ablehnung stieß.
Am 11. Juli 2022 erhielt Zeman im Rahmen eines Festaktes auf der Prager Burg vom israelischen Präsidenten Jitzchak Herzog die Präsidenten-Medaille, die höchste zivile Auszeichnung Israels. Damit, so Herzog, solle Zemans „tiefe Freundschaft mit dem jüdischen Volk und seine beständige Unterstützung für Israel auf internationaler Bühne“ gewürdigt werden,

### China
Anlässlich eines Staatsbesuchs 2014 in China erklärte Zeman, er wolle die Chinesen nicht über Marktwirtschaft und Menschenrechte belehren, sondern seinerseits lernen, „wie man das Wirtschaftswachstum ankurbelt und die Gesellschaft stabilisiert“. Auch seien Tibet und Taiwan integrale Bestandteile des Landes, und er erwarte bald eine Lösung des Taiwan-Konflikts im Sinne einer Wiedervereinigung.

### Flüchtlingskrise
Zeman bezeichnete den Flüchtlingszustrom in seiner Weihnachtsansprache 2015 als „organisierte Invasion“ und sprach sich mit den Worten „Dieses Land ist unser Land, es ist nicht für alle da und kann auch nicht für alle da sein“ gegen die Aufnahme von Flüchtlingen durch sein Land aus. Weiterhin appellierte er an junge Männer aus Syrien, dass diese „lieber in ihrem Heimatland gegen Islamisten kämpfen sollten, statt nach Europa zu fliehen“. Bereits im Herbst 2015 hatte Zeman eine Petition seines Vorgängers Václav Klaus unterstützt, die Quoten zurückweist und vor „einer künstlichen Vermischung der Nationen, Kulturen und verschiedenen Religionen“ warnte.
Im Februar 2016 erklärte Zeman bei einem Treffen sozialdemokratischer Politiker in der slowakischen Hauptstadt Bratislava, die einzige Lösung der Flüchtlingskrise sei die „Deportation von Wirtschaftsflüchtlingen und denjenigen, die für religiöse Gewalt und religiösen Hass eintreten“. Anfang August 2016 rief er das Parlament in Prag dazu auf, diesbezügliche EU-Quoten zu ignorieren, und sagte: „Mit der Aufnahme von Migranten würden wir den Nährboden für barbarische Angriffe auf dem Gebiet der Tschechischen Republik schaffen.“ In gleicher Weise kommentierte er Anfang September 2017 das Urteil des Europäischen Gerichtshofs zur Rechtmäßigkeit der EU-Flüchtlingsquoten: „Wenn es hart auf hart kommt, ist es immer besser, auf EU-Subventionen zu verzichten, als Migranten hereinzulassen.“

### Krieg in der Ukraine

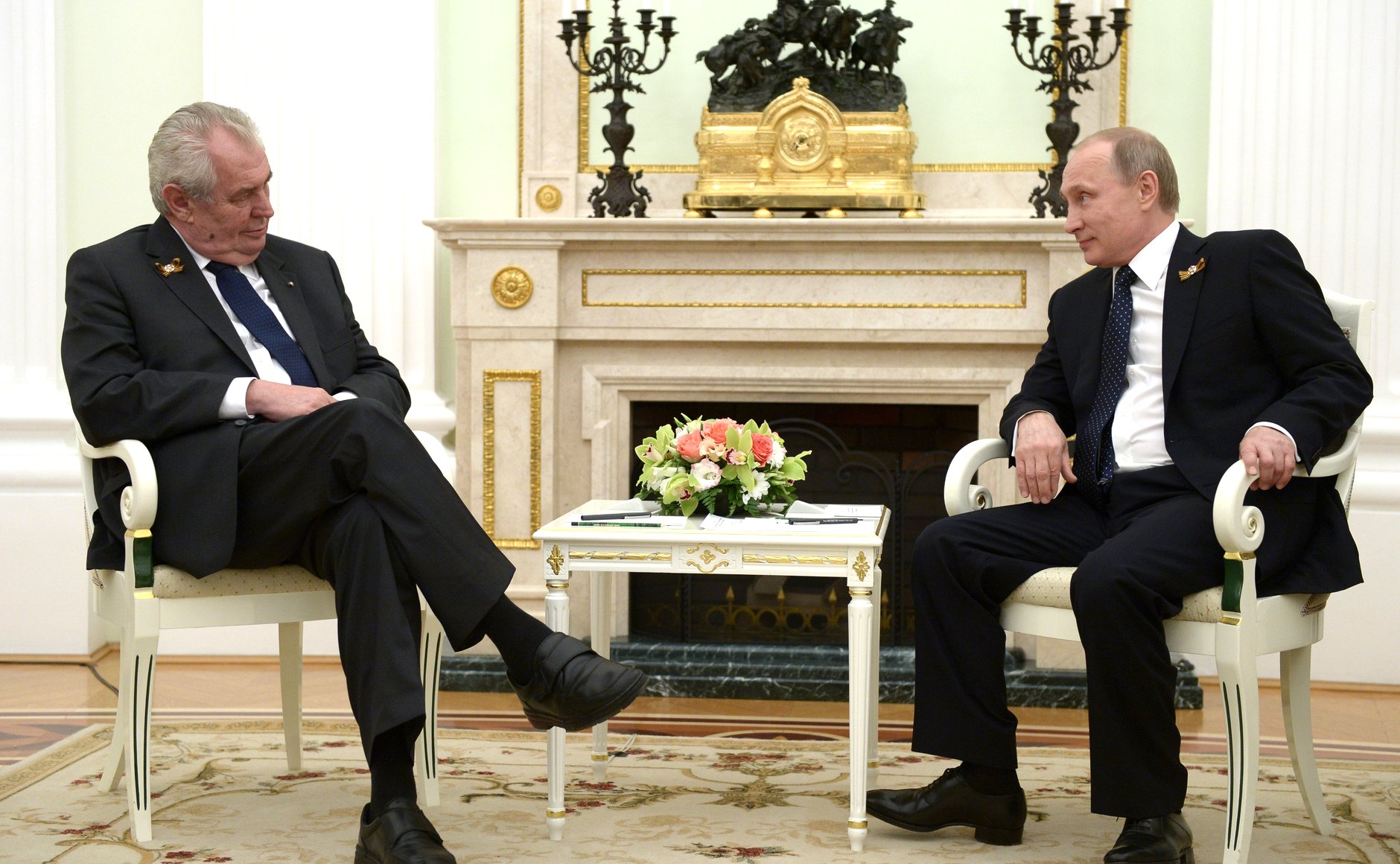
Zeman im Mai 2015 zu Besuch bei Wladimir Putin in Moskau

Zeman hat die Wirtschaftssanktionen der Europäischen Union gegenüber Russland im Gefolge der Annexion der Krim durch Russland mehrfach kritisiert und erklärt, dass es sich bei dem Krieg in der Ukraine seit 2014 um einen Bürgerkrieg handele und nicht um einen von außen herangetragenen Konflikt. Daneben seien die Ereignisse auf dem Euromaidan, die zum Sturz des pro-russischen Präsidenten Wiktor Janukowytsch führten, „keine demokratische Revolution“ gewesen.
Wahlverlierer Schwarzenberg sowie andere oppositionelle Gruppen stuften die Position Zemans als pro-russisch bzw. „putinfreundlich“ ein.
Von allen westlichen Politikern zitiert die russische Propaganda Zeman – relativ zur Bevölkerungszahl – direkt nach Angela Merkel am zweithäufigsten und lobt ihn für seine „Unabhängigkeit“. Tschechischen Verschwörungstheoretikern und Desinformations-Webseiten vermittelt er Legitimität.
Mit dem Überfall Russlands auf die Ukraine änderte Zeman am 24. Februar 2022 seinen bisherigen Kurs um 180 Grad und entschuldigte sich für seine bisherige Nähe zum Kreml. Er sprach von einer „unprovozierten Aggression“ Russlands gegen die Ukraine, machte sich für Sanktionen gegenüber Russland stark und fügte mit Blick auf Wladimir Putin an: „Der Verrückte muss isoliert werden“.

### Europäische Integration
Zeman war Befürworter des EU-Beitritts Kroatiens und drückte seine Hoffnung auf eine baldige Aufnahme Serbiens aus. Ein EU-Beitritt weiterer Balkanstaaten stand für ihn aber nicht zur Disposition. Zeman ist ein Gegner der Anerkennung des unabhängigen Kosovo durch Tschechien.
2010 sprach sich Zeman für einen tschechischen Eurobeitritt aus.

### Klimawandel
Zeman bezeichnete 2019 den Kampf gegen den Klimawandel als übertrieben und verglich die Diskussion darüber mit einer neuen Religion. Sich selbst nannte er in diesem Zusammenhang einen Ketzer.

### Andere Staatsoberhäupter
Zeman galt als Bewunderer des ehemaligen amerikanischen Präsidenten Donald Trump sowie des chinesischen Staatsoberhauptes Xi Jinping.

## Amtsverständnis als Präsident

### Begnadigungspraxis
Schon vor seiner Wahl zum Staatspräsidenten hatte Zeman angekündigt, dass er sich umfangreicher Begnadigungen und Amnestien enthalten wolle, im Gegensatz zu seinem Vorgänger Klaus. Ab 2016 sprach er trotzdem vereinzelt Begnadigungen aus, wobei es allerdings vor dem Hintergrund seiner früheren Äußerungen erst recht Befremden auslöste, wer nun ausgerechnet in den Genuss seiner Begnadigungen kam. Besonderes Aufsehen erregte im Jahr 2017 der Fall des mehrfach wegen Verbrechen, darunter einem doppelten Auftragsmord, verurteilten Jiří Kajínek aus. Zuvor hatte Kajínek stets seine Unschuld betont; und laut Zemans Sprecher hatte es Verfahrensfehler gegeben; ernsthafte Zweifel an Kajíneks Schuld waren allerdings nie aufgekommen. Laut Justizminister Robert Pelikán erfolgte die Begnadigung als Akt der Barmherzigkeit und nicht wegen Zweifeln an der Schuld Kajíneks. Kajínek war während seiner Haft u. a. durch einen Film und ein Buch zu großer Bekanntheit gelangt. Kurz vor Ende seiner Amtszeit löste Zeman erneut Empörung aus, als er seinen rechtskräftig verurteilten Mitarbeiter Miloš Balak, den Leiter der Forstverwaltung des Präsidentenschlosses in Lany, begnadigte und damit vor einer Haftstrafe bewahrte. Kritiker warfen Zeman vor, die tschechische Justiz mit seiner Entscheidung vorgeführt zu haben.

### Auslegung der Amtsbefugnisse
Starke Kritik erntete Zeman, als er versuchte, seine Befugnisse als Staatspräsident gegenüber dem bisherigen Usus auszudehnen. Nach dem Scheitern der Regierung Petr Nečas im Jahr 2013 setzte sich Zeman etwa über die Mehrheitsverhältnisse im Abgeordnetenhaus hinweg und beauftragte statt der von den bisherigen Koalitionsparteien nominierten Miroslava Němcová Jiří Rusnok mit der Bildung einer parteilosen Expertenregierung. Zeman begründete dies mit dem Ziel, vorgezogene Neuwahlen zu erzwingen. Seine Kritiker – hauptsächlich aus der bisherigen Regierungskoalition – warfen Zeman daraufhin vor, er würde das parlamentarische Regierungssystem aushebeln. Tatsächlich zeichnete sich aber bei der Vertrauensabstimmung zwar keine Mehrheit für die Regierung Rusnok ab. Es gab aber auch keine klare Mehrheit für eine andere Regierungskonstellation. Das Abgeordnetenhaus löste sich daraufhin selbst auf und es kam zu den von Zeman angestrebten vorgezogenen Abgeordnetenhauswahlen. Bei den Neuwahlen erhielten die Sozialdemokraten statt eines allgemein erwarteten Zugewinns an Stimmen sogar Verluste von 2 Prozent. Zeman unterstützte daraufhin das Bestreben des Vize-Parteichefs der Sozialdemokraten Michal Hašek, den amtierenden Parteivorsitzenden und Spitzenkandidaten Bohuslav Sobotka abzulösen. Zeman wurde kritisiert, sein Amt nicht mit der gebotenen Neutralität auszuführen. Hašek setzte sich jedoch nicht durch. Daraufhin beauftragte Zeman Sobotka mit der Regierungsbildung.

### Wortwahl und Verhalten
Nach einem Radio-Interview Zemans am 2. November 2014, in dem der Präsident in vulgärer Art und Weise unter anderem auf die russische Punkband Pussy Riot einging, erhob sich ein vielstimmiger Protest: Zeman habe nicht nur seinem eigenen Ansehen, sondern auch dem des Präsidentenamtes und des Staates geschadet. Der ehemalige Minister und Gegner Zemans, Karel Schwarzenberg, äußerte, er wisse nicht, ob sich mit Zemans Äußerungen ein Politiker oder ein Arzt befassen sollte. In einem Zeitungskommentar stand unverhüllt, der Präsident sei physisch und psychisch vom Alkohol ruiniert.

## Persönliche politische Bilanz
In einem Interview mit dem tschechischen Rundfunk anlässlich des Endes seiner Amtszeit als Präsident zog Zeman eine Bilanz seiner langen politischen Karriere und insbesondere seiner zehnjährigen Amtszeit als Staatspräsident. Als Erfolge seiner Zeit als Ministerpräsident rechnete er sich an: 
- die Verwaltungsreform mit dem Entstehen der selbstverwalteten Kreise,
- die Professionalisierung der tschechischen Armee,
- die Privatisierung der Banken

Des Weiteren wies er auf folgende positive Entwicklungen in dieser Zeit hin (ohne sie sich vom Wortlaut her persönlich zuzuschreiben): 
- der NATO-Beitritt seines Landes,
- der Betrieb des Atomkraftwerkes Temelín,
- das verhältnismäßig geringe Defizit des tschechischen Staatshaushaltes.

Andererseits räumte er als Misserfolg ein, die Korruption nicht entschieden genug bekämpft zu haben.
Als Schwerpunkt seiner Arbeit als Staatsoberhaupt bezeichnete Zeman, die nationalen Interessen seines Landes zu verteidigen. In diesem Zusammenhang nannte er vor allem die Wirtschaftsdiplomatie, von deren Notwendigkeit er nach eigener Einschätzung leider große politische Kreise nicht habe überzeugen können. (Tatsächlich kritisierte Petr Hartman vom tschechischen Rundfunk in diesem Zusammenhang Zemans wirtschaftsdiplomatisches Zugehen auf Russland und China, dass es der tschechischen Diplomatie das Leben deutlich erschwert habe.). Allerdings räumte er im Zusammenhang mit dem Ukrainekonflikt ein, sich in der Person Vladimir Putins getäuscht zu haben, wobei er aber zugleich darauf hinwies, dass auch andere dieser Täuschung erlegen seien.
Seine umstrittene Begnadigungspraxis verteidigte Zeman auch im Nachhinein nachdrücklich.

## Privatleben
Miloš Zeman war 1971 bis 1978 mit seiner ehemaligen Schulkameradin Blanka Zemanová verheiratet, mit der er 1971 einen Sohn bekam, David. 1993 heiratete er seine mehr als zwanzig Jahre jüngere Sekretärin Ivana Bednarčíková, die 1990 seinetwegen ein Romanistikstudium abgebrochen hatte. Die beiden bekamen 1994 eine Tochter, Kateřina.
Zeman lebte seit 2002 bis zu seiner Amtseinführung als Präsident in Nové Veselí, wo er seit dem 18. August 1999 Ehrenbürger ist. Zeman, der römisch-katholisch erzogen worden war, bezeichnet sich als „toleranten Atheisten“.
Öffentliche Auftritte ließen wiederholt Vermutungen einer Alkoholkrankheit zu. Er verteidigte seinen Alkoholkonsum mit den Worten, dies sei „ebenso normal wie die Tatsache, dass man sich nicht betrinken sollte“. Auch sagte er: „Adolf Hitler war abstinent, Nichtraucher und Vegetarier und hat den Krieg verloren, während der britische Premier Winston Churchill täglich eine Flasche Whisky und drei Flaschen Champagner trank und acht Zigarren rauchte – und er hat den Krieg gewonnen.“ Zeman leidet nach eigenen Angaben an Diabetes und ist wegen einer Polyneuropathie inzwischen auf einen Rollstuhl angewiesen. Tschechische Medien berichteten zudem von einer Leberzirrhose.

## Werke
- Jak jsem se mýlil v politice (Wie ich mich in der Politik geirrt habe). J. Otto, 2005, ISBN 80-7360-260-1.
- Vzestup a pád české sociální demokracie (Aufstiefg und Fall der tschechischen Sozialdemokratie). Andrej Šťastný, 2006, ISBN 80-86739-22-8.